# Back to the Siam
Back to the Siam es una película Argentina escrita, dirigida y protagonizada por Gonzalo Roldán que se estrenó el 6 de septiembre de 2013. Como una parodia de la película Back to the Future (1985), cuenta la historia de dos amigos que viajan en el tiempo.
El realizador Gonzalo Roldán, propietario de un famoso videoclub en Buenos Aires, logró convencer a más de 40 celebridades del cine, el teatro y la televisión Argentina a realizar participaciones breves en su película como Leonardo Sbaraglia, Pablo Trapero, Martina Gusmán, Alejandro Fantino y Sebastián Wainraich.
Según el director, que logró la colaboración ad honorem de tantas estrellas, la recaudación de la película se destinó a fines solidarios.
El estreno contó con el apoyo de la red social argentina Taringa!, donde el director ha sido un reconocido miembro de la comunidad.

## Sinopsis
Los protagonistas son Martín y el Doc Marrón, que utilizan una antigua heladera Siam como una máquina del tiempo para viajar al año 1986. Una vez allí, deben recuperar energía para regresar al presente.

## Reparto
- Gonzalo Roldán
- Luis Minari
- Alejandro Fantino
- Baby Etchecopar
- Beto Casella
- Martina Gusmán
- Ernestina Pais
- Cristina Alberó
- Natalia Fassi
- Pablo Trapero
- Matías Alé
- Noelia Pompa
- Juan Pablo Mendive
- Miriam Lanzoni
- Pocho La Pantera
- Sebastián Wainraich
- Gabriel Schultz
- Matías Martin
- Nicole Neumann
- Malena Guinzburg
- Lalo Mir
- José Luis Mazza